# Heinz Wodarczyk
 (juin 2014).
Si vous disposez d'ouvrages ou d'articles de référence ou si vous connaissez des sites web de qualité traitant du thème abordé ici, merci de compléter l'article en donnant les références utiles à sa vérifiabilité et en les liant à la section « Notes et références ».
Heinz Wodarczyk, né le 12 mars 1922 et mort le 1er janvier 1945 dans le ciel de Wijhe aux Pays-Bas, est un aviateur allemand de la Seconde Guerre mondiale. Il est surtout connu comme fidèle ailier de l'As allemand Josef Priller avec lequel il fit toutes ses campagnes, mais il ne connut jamais la gloire de ce dernier.
Le 6 juin 1944, le sous-officier Heinz Wodarczyk et Josef Priller sont au poste de commande de l'Aérodrome de Bondues Lille-nord de la Jagdgeschwader 26 quand ceux-ci apprennent le débarquement de Normandie. Après la tentative de réunir les appareils de son unité disséminés un peu partout, les deux pilotes montent dans leurs avions. Ils effectuent un unique mitraillage sur la tête de pont de Sword Beach et s'en retournent miraculeusement sans dommages.
Heinz Wodarczyk est abattu le 1er janvier 1945 aux commandes de son Dora (Fw 190D-9) lors de l'Opération Bodenplatte le jour même de la promotion de Josef Priller au grade de colonel. Il comptait deux victoires dont un P-38 Lightning.